# Saint-Côme-de-Fresné
Saint-Côme-de-Fresné ist eine französische Gemeinde mit 252 Einwohnern (Stand: 1. Januar 2022) im Département Calvados in der Region Normandie. Sie gehört zum Arrondissement Bayeux und zum Kanton Courseulles-sur-Mer. Die Einwohner werden Saint-Comiens genannt.

## Geografie
Saint-Côme-de-Fresné liegt an der Küste zum Ärmelkanal sowie etwa zehn Kilometer nordöstlich von Bayeux und etwa 40 Kilometer nordwestlich von Caen entfernt. Umgeben wird Saint-Côme-de-Fresné von Asnelles im Osten, Meuvaines im Süden und Osten, Ryes im Westen und Südwesten sowie Arromanches-les-Bains im Westen.

## Bevölkerungsentwicklung
| Jahr                             | 1962 | 1968 | 1975 | 1982 | 1990 | 1999 | 2006 | 2013 |
| Einwohner                        | 125  | 143  | 147  | 155  | 171  | 224  | 219  | 251  |
| Quelle: Cassini, EHESS und INSEE |      |      |      |      |      |      |      |      |

## Sehenswürdigkeiten
- Kirche Saint-Côme-et-Saint-Damien aus dem 12. Jahrhundert

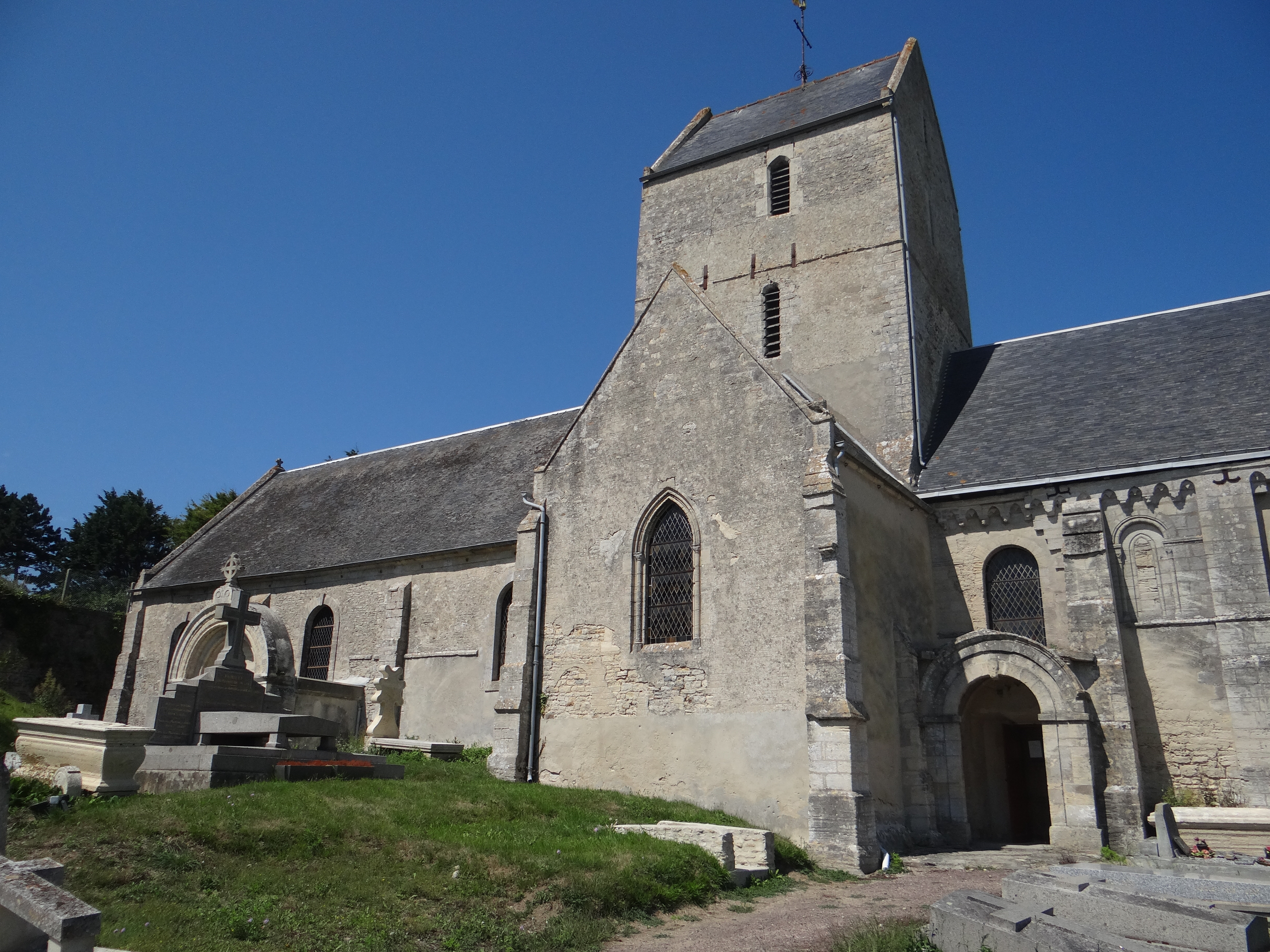
Kirche Saint-Côme-et-Saint-Damien

- Schloss Fresné